# International Conference on Functional Programming
Die International Conference on Functional Programming (ICFP) ist eine jährliche Informatik-Konferenz zum Thema "funktionale Programmierung", die von der ACM, SIGPLAN und der IFIP gesponsert wird.
Immer populärer wird der im Umfeld der ICFP stattfindende Programmierwettbewerb ICFP Contest.